# GWR (servicios de autobús)

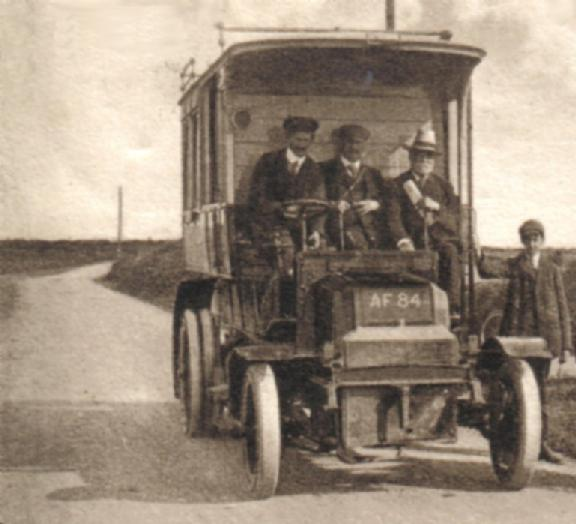
Autobús AF84 cubriendo el servicio entr Helston y Lizard (1904)

Los Servicios de Autobús del Great Western Railway (nombre original en inglés: Great Western Railway road motor services) fueron operados desde 1903 hasta 1933 por el GWR, siendo tanto un complemento a sus servicios ferroviarios como una alternativa más barata a la construcción de nuevos ferrocarriles en áreas rurales. Fueron los primeros servicios de autobús exitosos operados por una compañía ferroviaria británica.

## Historia
Frente a una estimación de 85.000 libras esterlinas para construir un ferrocarril ligero para dar servicio al área al sur de Helston en Cornualles, el Great Western Railway (GWR) decidió poner a prueba el mercado potencial para un servicio de autobuses. Cuando se supo que las autoridades locales habían obligado al Ferrocarril de Lynton y Barnstaple a dejar de usar los dos autobuses en su conexión pionera con Ilfracombe, el GWR los compró para operar un servicio en Helston, que demostró ser tan popular y rentable que pronto se establecieron más rutas en Penzance y Slough.
A finales de 1904 estaban en operación 36 autobuses, 10 más de los que estaban en servicio en Londres. Cuando se aprobó la Ley del Great Western Railway (Transporte por carretera) en 1928, el GWR tenía la flota de autobuses ferroviarios más grande. Esta Acta regularizó la operación de los servicios por carretera del ferrocarril, y también allanó el camino para que fueran transferidos fuera del control del ferrocarril a las empresas de autobuses, aunque el ferrocarril sería accionista de estas empresas y todavía habría un esfuerzo para coordinar a los servicios por carretera y los ferroviarios.

## Vehículos

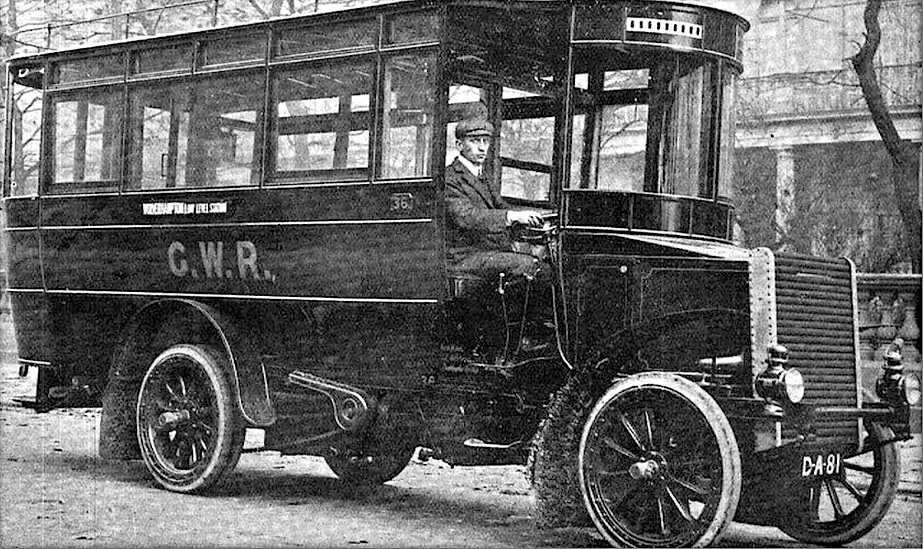
Un autobús de vapor Clarkson de 1904

Los primeros vehículos fueron autobuses de un piso Milnes-Daimler de 16 hp. Pronto se complementaron con vehículos de 20 cv y, posteriormente, de 30 cv de la misma empresa. Dennis, Dürkopp, Straker-Squire y Wolseley también suministraron una cantidad menor de vehículos, así como algunos autobuses de vapor de 20 hp fabricados por Clarkson. Posteriormente se dispuso de autobuses de origen AEC, Chevrolet, Daimler, Guy, Leyland, Maudslay, Thornycroft y algunos de Burford, Clément-Talbot, Crossley, Ford, Gilford, Graham Dodge, International, Lancia, Morris, Overland BMT y Vauxhall.
Los autobuses para rutas más transitadas eran de dos pisos, mientras que algunos disponían de compartimentos para llevar las bolsas del correo. Para las excursiones turísticas, los vehículos, conocidos como "Jersey Cars", estaban abiertos, con asientos dispuestos en gradas para que los pasajeros sentados en la parte trasera pudieran ver por encima de las cabezas de los que iban delante. Más tarde se introdujeron tipos de autocares más familiares y se utilizaron en excursiones y "Land Cruises" de larga distancia.

## Servicios en Devon y Cornwall
Las rutas en Devon y Cornualles se transfirieron a la nueva Western National Omnibus Company el 1 de enero de 1929, que era mitad propiedad de Great Western Railway y mitad de la National Omnibus and Transport Company. Posteriormente han operado servicios equivalentes First South West (en Cornualles) y Stagecoach Devon. En 1929, el ferrocarril también adquirió el 30% de las acciones de la Devon General Omnibus and Touring Company, mientras que el Ferrocarril del Sur compró el 20%. Al mismo tiempo, las rutas de la Western National alrededor de Bovey Tracey y Moretonhampstead se transfirieron a Devon General, que desde entonces se ha convertido en Stagecoach Devon.

### Helston y Penzance
El primer servicio iba de Helston a The Lizard, conectando con trenes en los trenes en la Estación de Helston. El servicio comenzó el 17 de agosto de 1903, habiéndose realizado una prueba dos días antes, y fue operado por el ferrocarril hasta la formación de la Western National. Se operaron otros servicios a Mullion, Ruan Minor y Porthleven. También se puso en servicio una línea de autobuses de Falmouth a Penzance a través de Helston a partir del 11 de julio de 1921.
El 31 de octubre de 1903 se introdujo un servicio de Penzance a Marazion que funcionó hasta el 6 de agosto de 1916, pasando por Newlyn durante los primeros meses. El 16 de mayo de 1904 se introdujo otro servicio en St Just, que a menudo se extendía a Pendeen y Land's End. En 1922 se introdujeron servicios desde Penzance a través de St Buryan hasta Lands End y varios pueblos de la zona. Dos años más tarde, un servicio de corta duración llegaba a St Ives. En 1925 se agregaron nuevos servicios de Helston a Redruth, Gweek, St Keverne, y Manaccan.
Los servicios de autobús de hoy en Penzance continúan utilizando una estación de autobuses adyacente a la Estación de Penzance.

### Plymouth y South Hams
Más tarde, en 1904, se introdujo un servicio de Plymouth a Modbury, con varios servicios locales de Modbury a Aveton Gifford, Yealmpton, Bigbury-on-Sea e Ivybridge. También llegaban de Kingsbridge a Salcombe y a Dartmouth. Otras rutas desde Kingsbridge iban a Totnes, Newton Abbot, Thurlestone y Hope Cove.
Una ruta de Plymouth a Roborough funcionó desde el 12 de septiembre de 1904 hasta el 6 de agosto de 1916. Los autobuses operaban bajo el viaducto sobre el que se construyó la Estación de Plymouth Millbay.

### Torquay y Paignton
Se introdujo un servicio en el paseo marítimo, que une Paignton con Torquay el 11 de julio de 1904. Se estableció otra ruta desde Paignton a Totnes el 20 de abril de 1905, así como una de corta duración a Brixham y recorridos de temporada.
La estación de autobuses de Paignton todavía está frente a la Estación de Paignton.

### Redruth
Los servicios de Redruth comenzaron el 29 de julio de 1907 con una ruta a Falmouth. Se estableció una red en los años siguientes que llegó a Portreath, Illogan, St Day, Carharrack, St Keverne y Helston.
El garaje de autobuses ferroviarios de chapa de hierro corrugada todavía se encuentra detrás de la Estación de Redruth, aunque ya no se usa para su propósito original.

### San Austell
Los primeros servicios desde St Austell fueron a St Columb Road vía St Dennis el 3 de agosto de 1908, y a Bugle y Bodmin el mes siguiente. Se agregaron otras rutas a Charlestown, Pentewan (3 de agosto de 1908), Newquay (29 de mayo de 1910), Truro (1911), Trenarren (1 de agosto de 1911), St Blazey, Treviscoe (2 de octubre de 1911), Par (1 de octubre de 1920), Tywardreath y Fowey; y también a Portscatho (9 de octubre de 1923), Mevagissey (17 de diciembre de 1923), Gorran Haven, y Roche (9 de julio de 1928).
La estación de autobuses de St Austell todavía se encuentra junto a la Estación de St Austell, en lo que era el haz de vías de mercancías del ferrocarril.

### Otros servicios
Un servicio funcionó desde la Estación de Saltash a Callington desde el 1 de junio de 1904 para evaluar el mercado potencial de un ferrocarril ligero propuesto, pero continuó como un servicio de autobuses hasta el 30 de septiembre de 1911.
La Estación de Moretonhampstead fue un punto focal para los recorridos por el Parque nacional de Dartmoor, y un servicio regular a Chagford funcionó desde el 9 de abril de 1906 hasta el 31 de diciembre de 1928. Otras rutas en el área iban de la Estación de Bovey a Newton Abbot y lugares turísticos como Widecombe-in-the-Moor y Haytor.

## Servicios en otros lugares de Inglaterra

### Slough

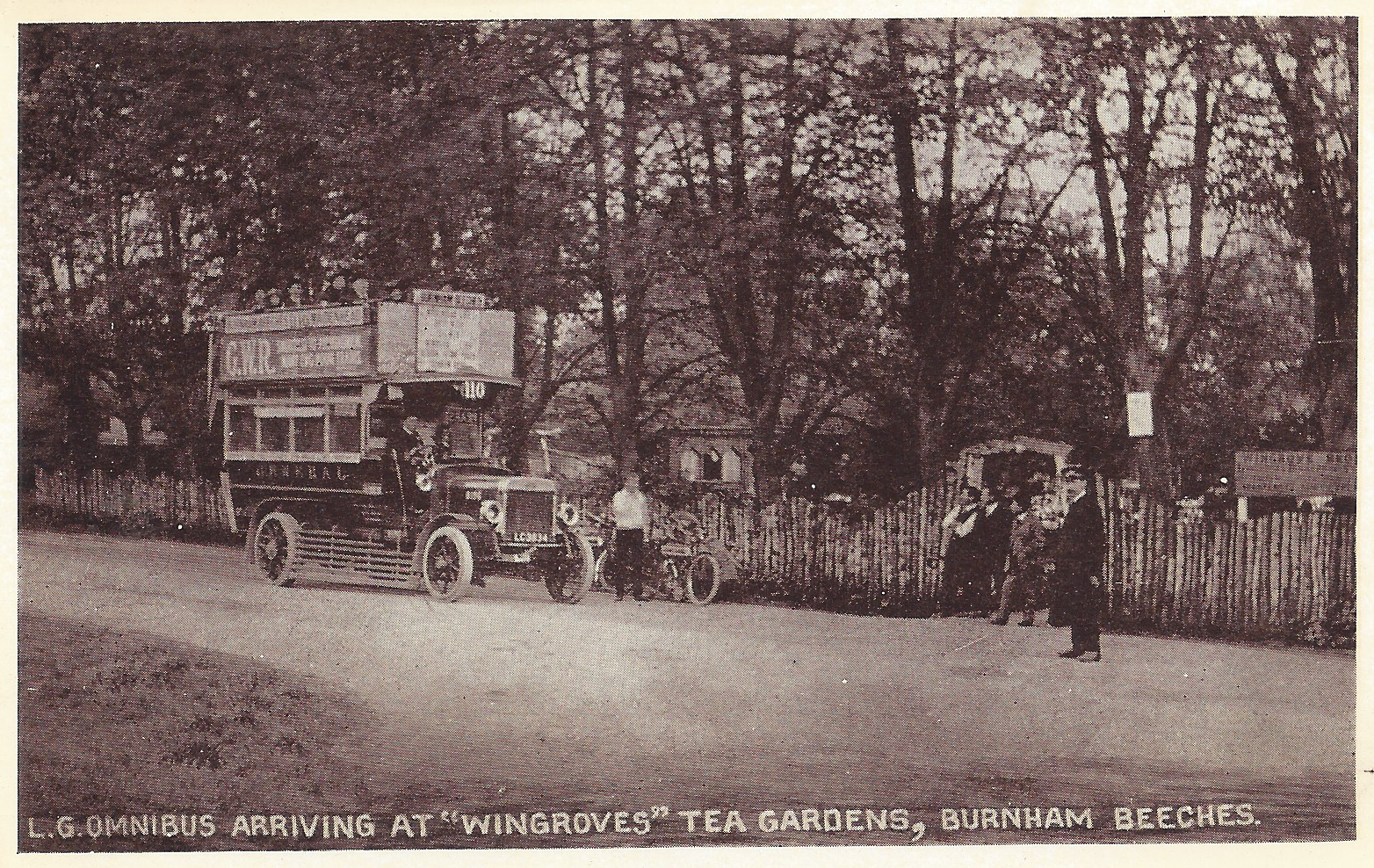
Omnibus del GWR en Burnham Beeches, cerca de Slough (hacia 1914)

Una de las primeras rutas del ferrocarril fue el recorrido de la Estación de Slough a Beaconsfield (Buckinghamshire), inaugurada el 1 de marzo de 1904. Las rutas a Windsor siguieron el 18 de julio de 1904 y a Burnham Beeches el 1 de mayo de 1908, y se extendieron a Taplow en 1927.

### Cotswolds
Los servicios desde la Estación de Stroud se introdujeron el 9 de enero de 1905 para vincularse con los servicios ferroviarios atendidos por los automotores de vapor en la zona, con una ruta enlazando Stroud con Cheltenham. Los servicios del área de Stroud se transfirieron a la Western National en 1929. También hubo servicios desde Cheltenham a Bishop's Cleeve y Winchcombe, luego transferidos a Bristol Tramways. En 1927 se iniciaron algunas rutas nuevas desde Pershore. Al año siguiente, se inició una larga ruta por caminos rurales desde Cheltenham a Oxford para conectar Cheltenham con los trenes de Londres en Oxford, más directa que la ruta íntegramente ferroviaria a Londres. El servicio fue transferido a Bristol Tramways en 1932.

### Somerset
Se probaron algunos autobuses de vapor en la Estación de Highbridge y Burnham para trabajar en un servicio desde Burnham-on-Sea a Cheddar durante 1905. Al año siguiente se probaron varios servicios que irradiaban desde Bridgwater, pero todos se retiraron a finales de 1911.
Los servicios se ejecutaron en Weston-super-Mare en el paseo marítimo hasta Old Pier y Sand Point, y subieron la colina hasta Worlebury. A partir del 8 de julio de 1928, continuaron bajo la operación del GWR hasta el 19 de julio de 1931 cuando fueron transferidos, junto con algunas rutas en Portishead, a Bristol Tramways, posteriormente transformada en la compañía First West of England.

### Otros servicios
Una ruta de Wolverhampton a Bridgnorth se operó por un corto tiempo a partir del 7 de noviembre de 1904 utilizando autobuses a vapor, y se reinició al año siguiente con autobuses con motor de explosión. Stourbridge se vinculó con Bromsgrove, una ciudad en el trazado del Ferrocarril Midland, el 13 de febrero de 1905.
En el área de Weymouth, los servicios comenzaron en 1905 para complementar al Ferrocarril de Londres y el Suroeste. Estos, los últimos servicios operados por el ferrocarril, fueron transferidos a la empresa Southern National el 1 de enero de 1934.
Se pueden encontrar otras rutas en Banbury, Frome, Hungerford, Maidenhead, Marlborough, Newbury, Swindon y Wantage.
Las rutas se transfirieron a varias empresas locales, tomando el ferrocarril una participación accionarial que le permitiera ejercer influencia sobre los servicios de autobús, aunque las rutas se transfirieron a menudo durante un período de varios meses después de la firma de los acuerdos en las fechas indicadas. Las empresas involucradas fueron Birmingham and Midland Motor Omnibus Company (Midland Red - 1 de enero de 1930), City of Oxford Motor Services (28 de febrero de 1930), Thames Valley Traction (1 de enero de 1931), aunque algunas de las de Slough pasaron a manos de London General Country Services el 10 de abril de 1932. Las rutas alrededor de Swindon se transfirieron a Bristol Tramways.

## Servicios en Gales
Los servicios comenzaron desde Wrexham el 11 de octubre de 1904. Las rutas partían desde numerosas estaciones de ferrocarril, incluidas Aberavon, Abergavenny, Aberystwyth, Brecon, Cardigan, Carmarthen, Corwen, Neath, Newcastle Emlyn, New Quay, Oswestry y Saint David's.
Los servicios en el sur y el oeste de Gales se transfirieron a la nueva Western Welsh Omnibus Company el 1 de agosto de 1929, que era propiedad de la mitad del ferrocarril. Los servicios en el norte se convirtieron en la "Western Transport" a partir del 3 de noviembre de 1930, que se fusionó con el Ferrocarril de Londres, Midland y Escocés respaldado por Crosville Motor Services el 1 de mayo de 1933. Posteriormente se convirtió en Arriva Buses Wales.